# Middle of the Road

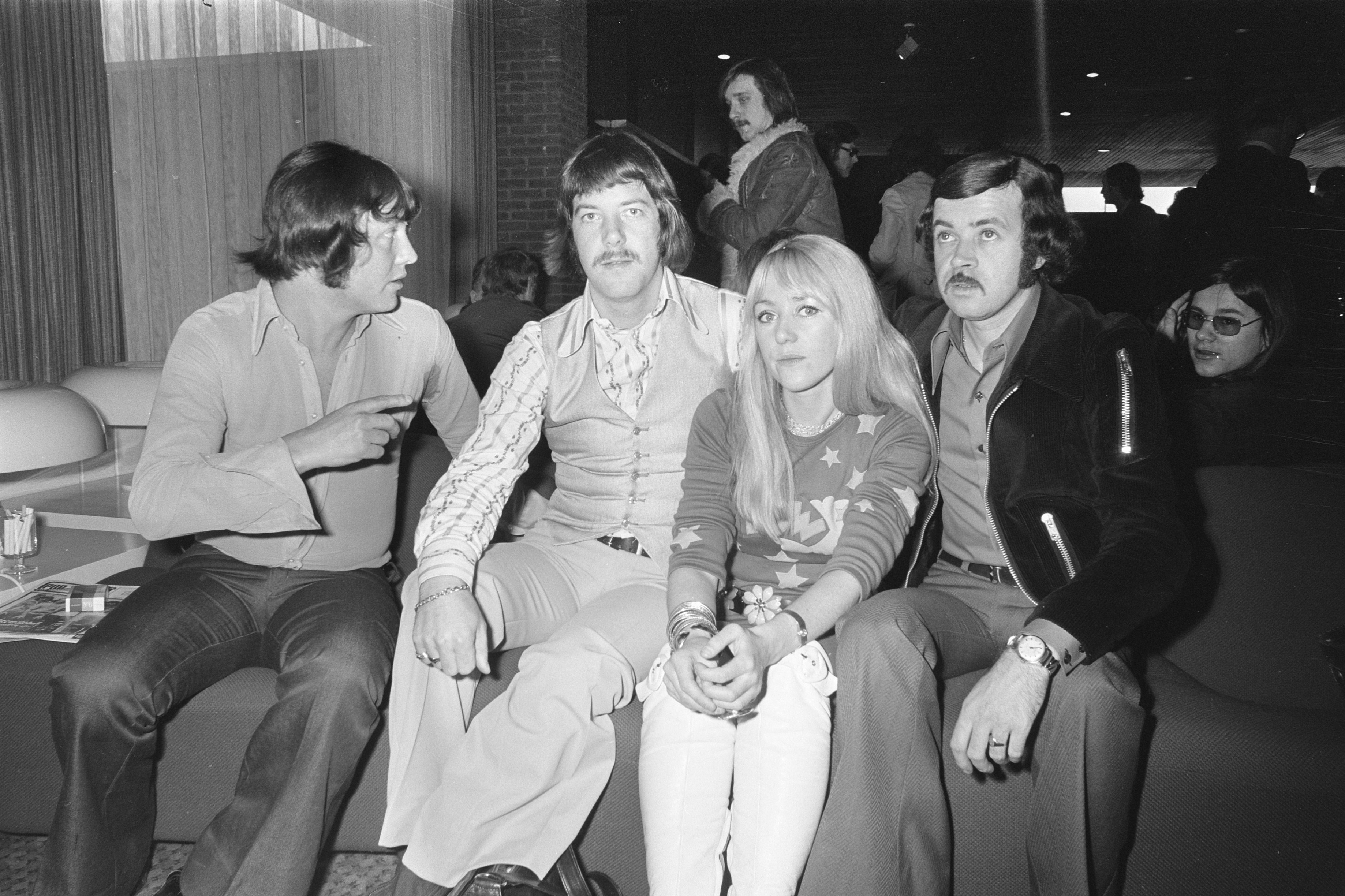
Middle of the Road, 1972.

Middle of the Road – szkocka popowa grupa muzyczna, popularna na początku lat 70. XX wieku. Zespół muzyczny, który odnosił sukcesy w całej Europie i Ameryce Łacińskiej. Cztery z ich singli sprzedały się w nakładzie ponad miliona egzemplarzy każdy i uzyskały status złotej płyty. Te single to „Chirpy Chirpy Cheep Cheep” (który sprzedał się w ponad 10 mln egz.), „Tweedle Dee, Tweedle Dum”, „Sacramento” i „Soley Soley”. Tylko na początku 1972 roku grupa sprzedała ponad pięć milionów płyt.
Zespół pod nazwą Middle of The Road powstał w dniu 1 kwietnia 1970 roku. Wcześniej występowali pod nazwą Part Four od roku 1967 i później wykonując piosenki w stylu latynoamerykańskim jako Los Caracas.
Przenieśli się do Włoch w 1970 roku, ponieważ w Wielkiej Brytanii nie mogli osiągnąć powodzenia. Tam spotkali się z włoskim producentem muzycznym Giacomo Tosti, który nadał grupie charakterystyczne brzmienie i umożliwił jej międzynarodowe sukcesy.
Zespół swój pierwszy i największy hit nagrał w Wielkiej Brytanii – był to debiutancki singel „Chirpy Chirpy Cheep Cheep”, który osiągnął pierwsze miejsce na brytyjskiej liście przebojów w czerwcu 1971 r. i zachował je przez cztery tygodnie. Nagranie Chirpy Chirpy Cheep Cheep jest coverem utworu nagranego przez Lally Stotta. W sumie Middle Of The Road umieścił pięć singli na liście przebojów w Wielkiej Brytanii na przełomie lat 1971/72. Ale trwałe powodzenie osiągnęli tylko w Niemczech, gdzie jedenaście razy zajęli pierwsze miejsce na listach przebojów w latach 1971/74.
Na początku 1974 roku do grupy dołączył były członek grupy Bay City Rollers gitarzysta Neil Henderson. Był współautorem piosenek „Rockin 'Soul” i „Everybody Loves A Winner”. Ale nie powtórzyły one sukcesu wcześniejszych nagrań zespołu. 
Największe przeboje: „Soley Soley” (1971), „Chirpy Chirpy Cheep Cheep” (1971), „Tweedle Dee Tweedle Dum” (1971), „Sacramento” (1972), „Samson and Delilah” (1972), „Bottom's Up” (1972), „Yellow Boomerang” (1973), „Kailakee Kailako” (1973).

## Skład zespołu
- Sally Carr(inne języki) (wokal)
- Ken Andrews (perkusja)
- Ian Campbell-Lewis (gitara, flet)
- Eric Campbell-Lewis (bas, wokal)

## Dyskografia

### Albumy
- 1971 - Chirpy Chirpy Cheep Cheep
- 1972 - Acceleration
- 1973 - The Best of Middle Of The Road
- 1973 - Drive On
- 1973 - Music Music
- 1974 - You Pays Yer Money And You Takes Yer Chance
- 1974 - Postcard
- 1975 - Dice
- 1976 - Black Gold

### Single
- 1971 - „Chirpy Chirpy Cheep Cheep”
- 1971 - „Tweedle Dee Tweedle Dum”
- 1971 - „Soley Soley”
- 1972 - „Sacramento (A Wonderful Town)”
- 1972 - „The Talk Of All The USA” / „Samson And Delilah”
- 1972 - „Bottoms Up”
- 1973 - „Yellow Boomerang”
- 1973 - „Kailakee Kailako”
- 1973 - „Samba d'Amour”
- 1974 - „Honey No” / „Union Silver”
- 1974 - „Sole Giallo”
- 1974 - „Rockin' Soul”
- 1974 - „Bonjour Ca Va”
- 1975 - „Happy Song”
- 1975 - „Hitchin' A Ride In The Moonlight”
- 1976 - „Everybody Loves A Winner”
- 1976 - „Bubblegum Baby”